# ریچارد جی. میچل
ریچارد جی. میچل (انگلیسی: Richard G. Mitchell؛ زادهٔ ۳۱ ژوئیهٔ ۱۹۵۶) آهنگساز و موسیقی‌دان اهل بریتانیا است.
از فیلم‌ها یا سریال‌های تلویزیونی که وی در آن‌ها نقش داشته‌است، می‌توان به یک زن خوب، مسترشف ، آوای وزغ ، Caveat ، Ice Bear ، Moby Dick اشاره نمود.